# Audumbla
Audumbla (stnord. Auðumbla) je primordijalna krava u nordijskoj mitologiji. 

## Postanak svijeta
Na početku je postojala samo praznina Ginungagap. Sjeverni dio praznine postao je Niflhajm, zemlja leda, a južni Muspelhajm, zemlja vatre. Toplina Muspelhajma i hladnoća Niflhajma su se susrele, te je tako začet Imir, praotac ledenih divova. On bijaše zao.
Zajedno s Imirom, nastala je i krava Audumbla. Njezinim se mlijekom Imir hranio. Sama se hranila ližući slane blokove leda - prvog dana svog lizanja je naišla na kosu, drugog je oslobodila glavu, a trećeg je dana oslobodila cijelo tijelo Burija, pretka svih bogova. On je dobio sina Bora, koji je oženio Bestlu, kćer diva Boltorna, te je postao otac Odina, Vilija i Vea.

## Etimologija
Značenje Audumblinog imena je nepoznato. Prefiks aud (stnord. auð) može se povezati s riječima za "bogatstvo", "lakoća", "sudbina" ili "praznina".   
Ime se može pisati na razne načine: Audhumla, Audumla, Audhumbla, Audhhumbla, Audhhumla.

## Druge kulture
Švedski znanstvenik Viktor Rydberg povezao je nordijsku mitologiju s vedskom i zoroastrizmom.  U zoroastrizmu se spominje vol koji je došao u postojanje zajedno s prvim čovjekom. 
U egipatskoj mitologiji, božice Bat, Hator i Izida imaju kravlje atribute. Izidina majka Nut je ponekad prikazivana kao Nebeska krava.
I u hinduizmu se spominje primordijalna krava. Njezino je ime Surabi. Tu su još dvije svete krave - Kamadhenu i njezina kći Nandini.